# Marktjänster på flygplatser

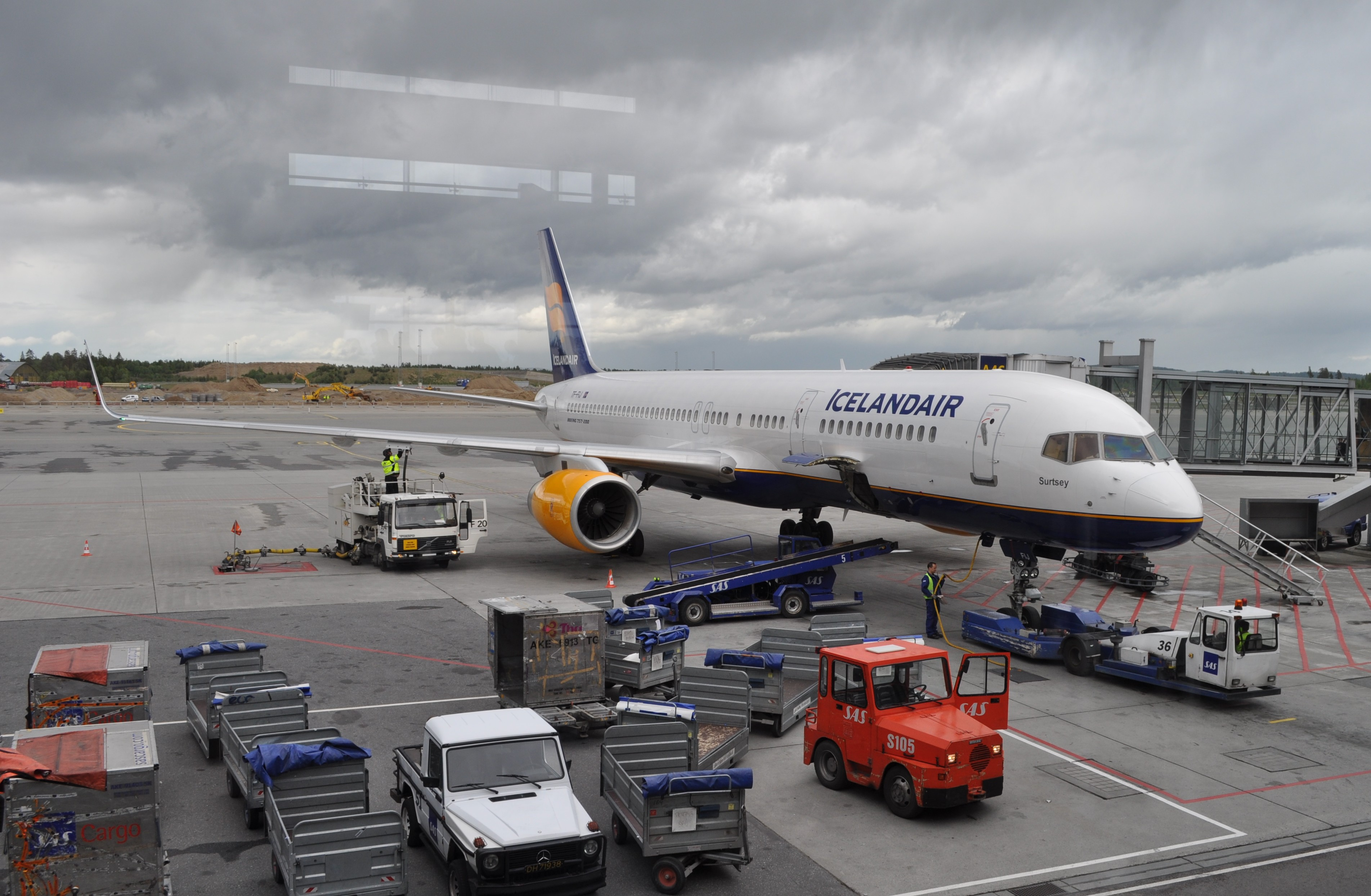
Hantering av ett flygplan från Icelandair vid Oslo flygplats med marktjänster från SAS Ground Handling.

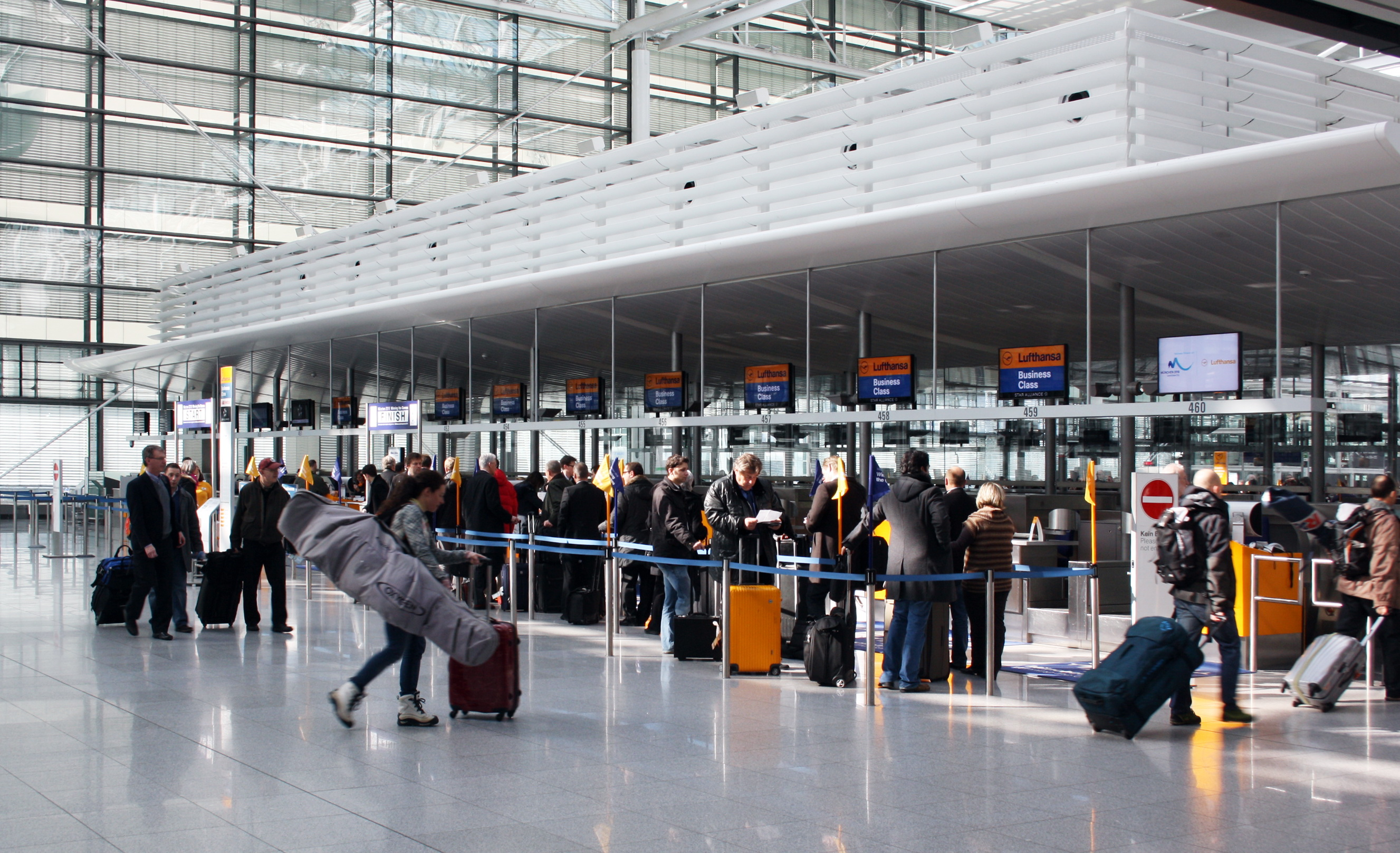
Incheckning hos Lufthansa på Münchens flygplats.

Marktjänster på flygplatser (engelska: ground handling eller ground operations) omfattar olika tjänster som utförs på en flygplats åt flygbolag för att hantera bolagens flygplan, passagerare och fraktgods. Dessa tjänster utförs endera av flygbolaget själv eller av särskilda marktjänstföretag.
Exempel på marktjänster är incheckning av passagerare, bagagehantering samt påfyllning av bränsle i flygplan.
Flygtransportorganisationen IATA hanterar standardisering och säkerhet inom marktjänster.

## Marktjänster per land

### Sverige
I Sverige regleras marktjänsterna av lagen om marktjänster på flygplatser som bland annat innebär att flygplatser kan ansöka om att begränsa antalet utförare av marktjänster. Ansökningarna hanteras av Transportstyrelsen.
De marktjänstföretag med bred verksamhet som 2023 var verksamma på de tre största flygplatserna i Sverige var Aviator, Menzies Aviation och SAS Ground Handling. Vid Swedavias mindre flygplatser utför Swedavia själv marktjänsterna.